# Бригская волость
Бри́гская волость (латыш. Brigu pagasts) — одна из двадцати пяти территориальных единиц Лудзенского края Латвии. Находится на северо-востоке края. Граничит с Нирзской, Иснаудской, Лидумниекской, Залесской  волостями своего края и с сельским поселением Себежское (с частью бывшей Томсинской волости) Себежского района Псковской области России. 
Волостным центром является село Бриги (ранее Брыги).
Расстояния: от села Бриги до районного центра Лудзы — 28 км.

## Население
По данным переписи населения Латвии 2011 года, из 608 жителей Бригской волости русские составляли  60,69 % (369 чел.), латыши —  33,55 % (204 чел.), белорусы —  2,96 % (18 чел.), поляки —  1,48 % (9 чел.). 